# Phytomyza kibunensis
Phytomyza kibunensis är en tvåvingeart som beskrevs av Mitsuhiro Sasakawa 1953. Phytomyza kibunensis ingår i släktet Phytomyza och familjen minerarflugor. Inga underarter finns listade i Catalogue of Life.